# Profanazione delle tombe della basilica di Saint-Denis

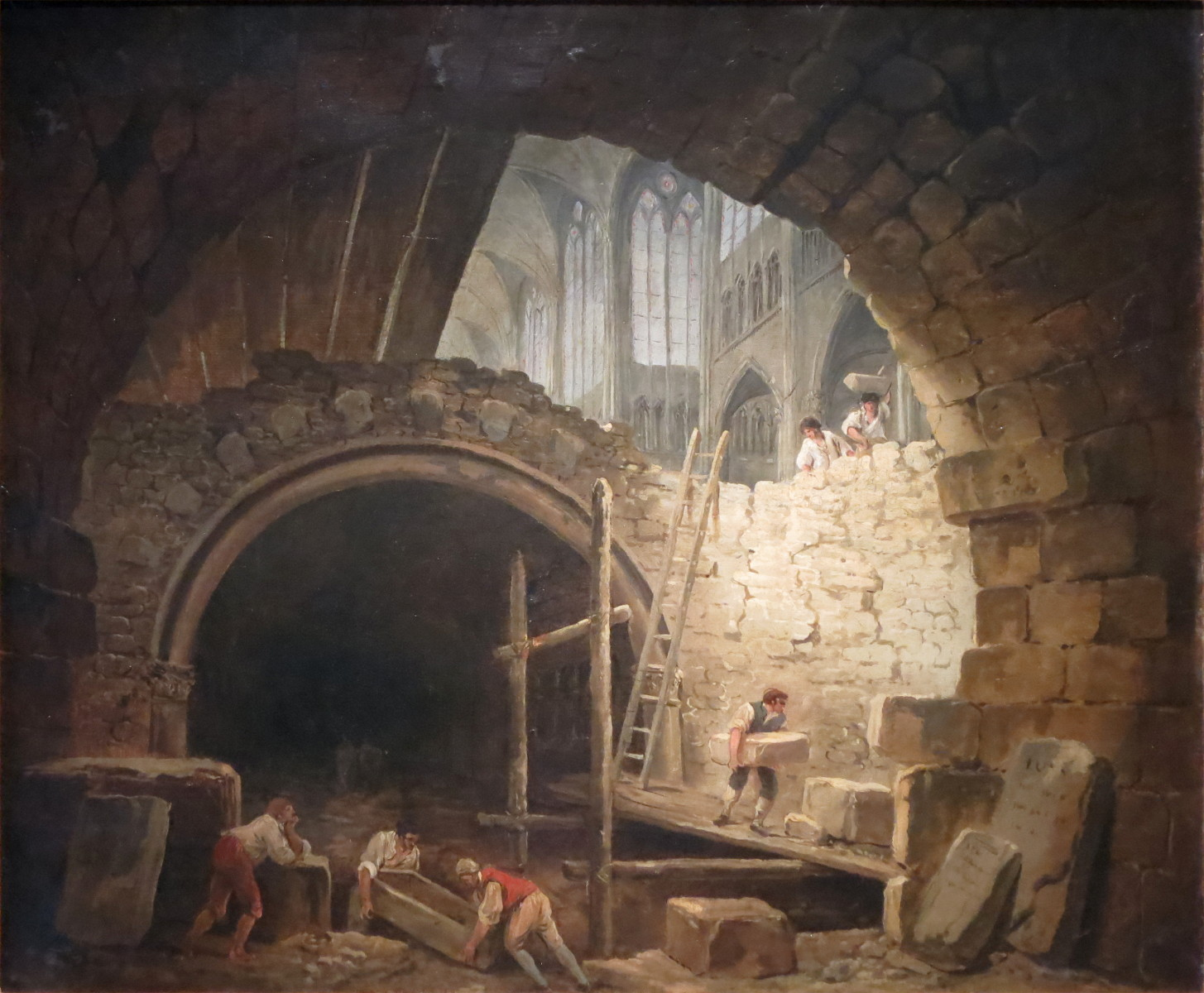
Violazione delle tombe reali di Saint-Denis, dipinto di Hubert Robert (olio su tela, Musée Carnavalet).

La profanazione delle tombe reali della basilica di Saint-Denis è un episodio della Rivoluzione francese nel corso del quale le tombe della necropoli dei re di Francia vennero aperte e distrutte, i corpi riesumati e profanati. Il simbolismo associato a questo avvenimento fu uno di quelli che maggiormente demarcarono il periodo rivoluzionario ed ancora oggi appare molto forte.

## Contesto storico
Con la caduta della monarchia costituzionale il 10 agosto 1792, il governo provvisorio diede ordine di fondere tutti i monumenti di bronzo, oro, argento o metalli vari per sostenere la lotta dei patrioti. Per questo scopo, già in quell'anno quarantasette tombe della basilica vennero smontate, tra cui quella di Carlo VIII che era composta di statue di bronzo dorato e smaltato. Alcune di queste invece vennero preservate su richiesta della Commissione delle Belle Arti della Convenzione Nazionale. Fu questa stessa commissione a ordinare nel 1793 la distruzione delle insegne di feudalità e le tombe dei nobili o dei reali da tutti gli edifici appartenenti ora alla Repubblica.

Della sorte delle tombe e dei corpi reali di Saint-Denis si occupò il Terrore durante una riunione del 31 luglio 1793 quando la Convenzione Nazionale, guidata da Barère, per festeggiare il primo anniversario della presa delle Tuileries del 10 agosto 1792, decise di disperdere le "ceneri degli impuri tiranni" e di recuperarne il piombo delle bare, nonché "cancellare senza pietà questi superbi epitaffi e demolire questi mausolei che rievocherebbero le spaventose memorie dei re". La Convenzione Nazionale, ascoltata la relazione del Comitato di salute pubblica, emise un decreto datato 1 agosto 1793 che riportava esplicitamente: 
Dom Germain Poirier, benedettino della Congregazione di San Mauro, commissario aggiunto nella commissione conservatrice dei monumenti nazionali e archivista dell'Abbazia di Saint-Germain-des-Prés nonché dell'abbazia di Saint-Denis, venne nominato commissario incaricato di assistere all'estumulazione, mentre Meigné venne nominato commissario supervisore dei lavori. Furono in tutto 51 i monumenti tra le sepolture, statue, colonne, vetrate, ecc. ad essere smontate o distrutte (solo una parte di queste si salvò per interessamento della commissione delle Belle Arti che le fece trasferire al Musée national des Monuments Français).

## Testimonianze
Dom Poirier, ultimo priore sotto il regno di Francia dell'amministrazione della basilica, fu il testimone oculare principale dell'estumulazione e della profanazione delle tombe reali. Egli rimase nella basilica ininterrottamente giorno e notte dal 12 al 25 ottobre, scrivendo diversi rapporti di sintesi per la Commissione Nazionale dei Monumenti e nel 1796 pubblicò un resoconto dettagliato dal titolo Relazione sulla riesumazione dei corpi reali a Saint-Denis nel 1793, un rapporto poi ripreso e completato dal custode dell'abbazia di Saint-Denis, Dom Druon. Altre testimonianze scritte furono quelle del futuro curatore del patrimonio nazionale Alexandre Lenoir, altro testimone oculare, e di Georges Heylli che nel 1872 riprese sostanzialmente le testimonianze trascritte da Druon.
Dom Poirier ammise di non aver potuto recuperare il corpo di alcuni personaggi come il cardinale de Retz (morto nel 1679) o di Alfonso di Brienne. Una volta aperti certi monumenti funerari, infatti, in particolare quelli in pietra, molti corpi vennero trovati in un tale stato di putrefazione o addirittura ridotti in polvere da non poter essere ricomposti (tra questi vi era anche quello di Luigi XV che non era stato imbalsamato per via del vaiolo che lo aveva portato alla morte o quello di Luigi XIV che appariva "nero come l'inchiostro"). Curiosamente, il corpo di Enrico IV si trovava invece in buono stato di conservazione e venne esposto ai curiosi, in piedi, per due giorni, nella basilica. Altri corpi vennero invece mutilati dai rivoluzionari con l'intento di trarne unghie, capelli, denti o ossa per tenerli come feticci di conquista o per rivenderli. I corpi di più di 170 persone (46 re, 32 regine, 63 principi del sangue, 10 servi del regno e due dozzine di abati di Saint-Denis) vennero gettati in due fosse comuni (dei pozzi quadrati chiamati Valois e Bourbon scavati nei pressi dell'abbazia, nel cimitero dei monaci a nord del tempio, divisi appunto per dinastie: uno che raccogliesse le spoglie dei Valois e l'altro dei Borboni).
Un certo Brulay, collezionista, era presente a Saint-Denis nel 1793 ed avrebbe in quell'occasione rubato alcune "reliquie". Alla Restaurazione la sua vedova riuscì a rivendere a re Luigi XVIII parte di questi cimeli che oggi sono conservati nei depositi del museo di Pontoise ma sulla cui origine molti esperti vantano numerosi dubbi: la mascella di Dagoberto I, un pezzo del cranio di san Luigi IX, dei denti di Enrico III, capelli di Filippo Augusto e parte della gamba mummificata di Caterina de' Medici.

## Profanazioni

### Profanazioni del 6 agosto 1793
Dom Poirier prese parte all'estumulazione nel mese di agosto del 1793. In particolare vennero profanate le tombe medievali di:
- Filippo III l'Ardito ed Isabella d'Aragona.
- Pipino il Breve e Bertrada di Laon.
- Costanza di Castiglia, moglie di Luigi VII.
- Luigi VI.

### Profanazioni dell'ottobre del 1793

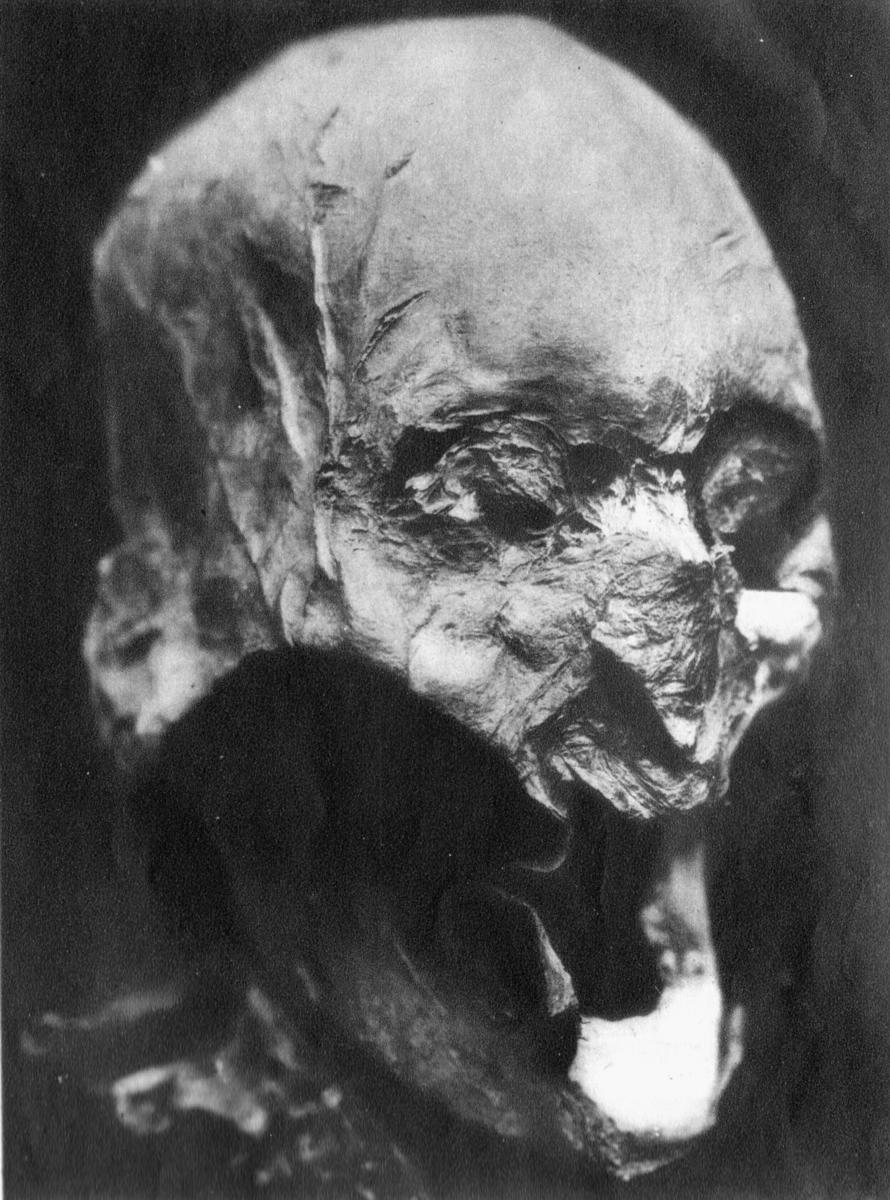
Testa mummificata, detenuta dal rigattiere Joseph-Émile Bourdais e ritrovata nel 2010, è stata attribuita ad Enrico IV. Secondo i resoconti sarebbe stata asportata durante le operazioni di estumulazione delle salme reali da Saint-Denis

Fu durante la seconda ondata di profanazioni nell'ottobre del 1793 che vennero effettivamente eseguite le prime estumulazioni ufficiali con lavoratori professionisti accompagnati da "commissari per la riesumazione" (con ruolo di autorità di vigilanza), nonché un "commissario orafo" (responsabile del recupero degli oggetti in metallo prezioso al fine di portarli alla Convenzione Nazionale) e da un "commissario alle armi "(responsabile del recupero dalle bare di piombo da sciogliersi sul posto per la fabbricazione poi di palle per moschetti). La cripta dei Borboni ospitava 54 bare che vennero poste su cavalletti di ferro e lì smontate. L'aria venne purificata all'interno con aceto e ginepro di modo da ridurre gli odori sgradevoli. Don Poirier fece una relazione dettagliata di tutte le estumulazioni, ma di seguito verranno elencate solo quelle relative ai personaggi principali dei Borbone e dei Valois:
12 ottobre:
- Henri de La Tour d'Auvergne, visconte di Turenne. Il suo corpo venne riesumato sabato 12 ottobre 1793 ed esposto per qualche tempo alla venerazione in quanto la sua presenza innescò un "timore reverenziale" al punto che di fatto fu l'unico a non essere profanato. La salma venne trasferita al Jardin des Plantes di Parigi e da li poi al Museo dei Monumenti Francesi, ed infine venne portato da Napoleone Bonaparte alla cattedrale di San Luigi degli Invalidi dove ancora oggi si trova. La guardia del suo corpo, ad ogni modo, riuscì a ricavarne dei denti che in seguito vendette a dei collezionisti.[9]
- Enrico IV. La sua bara di rovere venne rotta con un martello e poi la bara di piombo venne aperta con uno scalpello. Secondo i testimoni: "Il suo corpo si trovò ben conservato e perfettamente riconoscibile nei tratti del viso. Rimase nel passaggio alle cappelle inferiori, avvolto nel suo sudario funebre che era altrettanto ben conservato. Tutti ebbero la libertà di vederlo sino alla mattina di lunedì 14 ottobre quando venne portato nel fondo del coro dove rimase sino alle 14.00 per poi venire sepolto nella fossa comune, primo tra tutti per poi essere ricoperto da quelli dei suoi discendenti. Molte furono le persone che si precipitarono a raccogliere delle reliquie (peli della barba e unghie soprattutto).[10]

13 ottobre:

Le estumulazioni proseguirono ma la folla iniziò ad accalcarsi presso la chiesa, proveniente dal comune di Franciade. Il governo pertanto decise di chiudere la basilica a "tutte le persone estranee ai lavori", ma questa decisione non venne applicata diligentemente.
14 ottobre:
- Luigi XIII, alle ore 15.00 circa venne aperta la cassa, ma il corpo si trovava in un tale stato di degrado da dover ricorrere per il riconoscimento ai suoi baffi ancora neri. Il corpo venne poi gettato insieme a quello di Enrico IV nella fossa comune.
- Luigi XIV (il Re Sole), con un corpo ben conservato e perfettamente riconoscibile anche se appariva "nero come l'inchiostro".
- Maria de' Medici, una volta aperta la bara, venne insultata dagli operai che la accusarono a posteriori dell'omicidio di Enrico IV e le strapparono i capelli.
- Anna d'Austria, il cui corpo appariva ormai completamente putrefatto, era avvolto in uno spesso panno di colore rosso, secondo il costume del Terz'ordine francescano a cui ella apparteneva.
- Maria Teresa di Spagna.
- Luigi, il Gran Delfino, figlio di Luigi XIV.

15 ottobre:
- Maria Leszczyńska.
- Maria Anna Vittoria di Baviera, moglie di Luigi, il Gran Delfino.
- Gastone d'Orléans, figlio di Enrico IV.

16 ottobre: (giorno dell'esecuzione di Maria Antonietta)

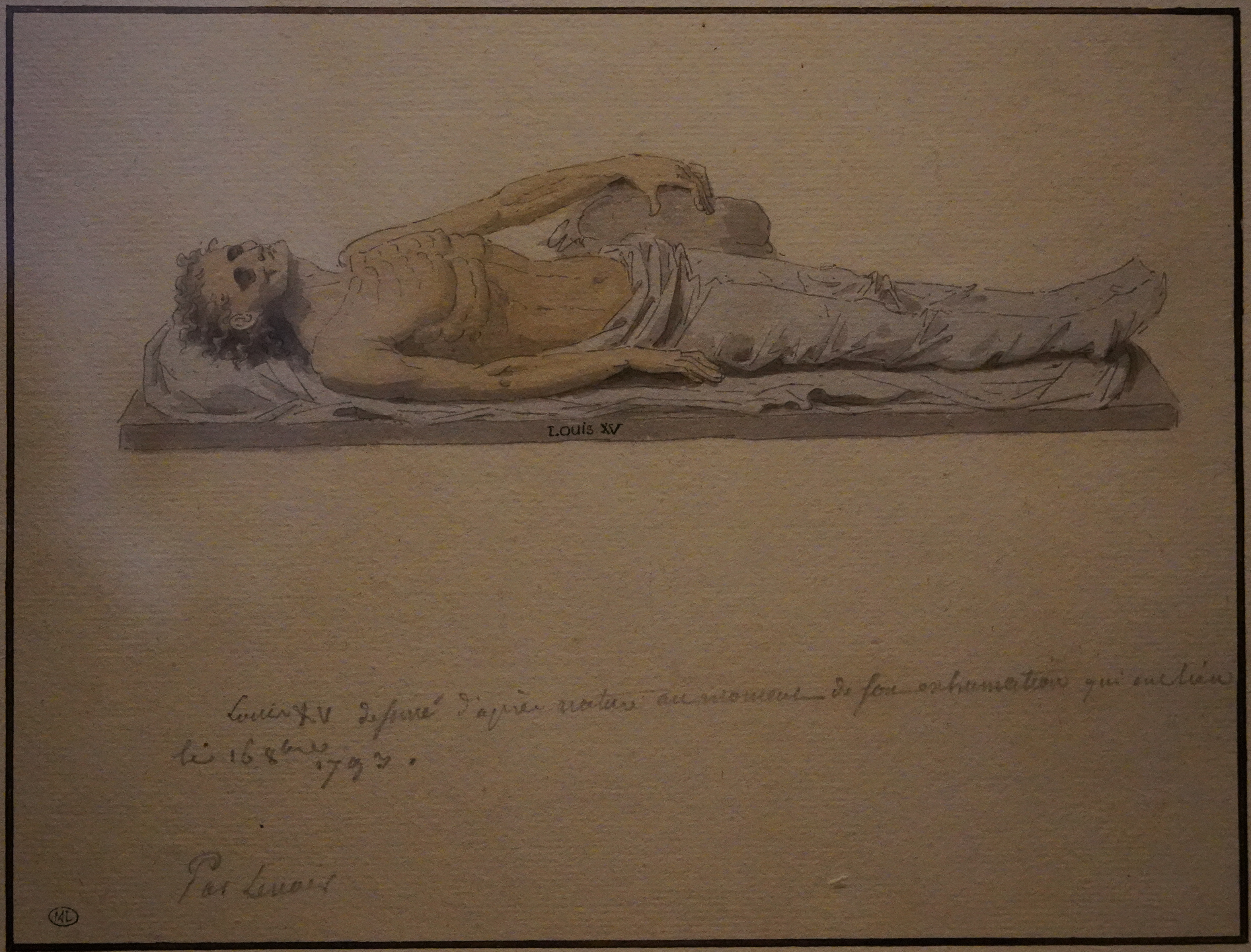
Il corpo di Luigi XV.

- Enrichetta Maria di Borbone-Francia, moglie di Carlo I d'Inghilterra.
- Filippo II di Borbone-Orléans, reggente di Francia.
- Luigi XV, il cui corpo in avanzato stato di decomposizione emanava un terribile odore.
- Carlo V.
- Giovanna di Borbone.

17 ottobre:
- Carlo VI.
- Isabella di Baviera.
- Carlo VII.
- Maria d'Angiò.
- Margherita di Valois, moglie di Enrico IV.
- Francesco II, primo marito di Maria Stuarda, regina di Scozia.
- Carlo VIII.

18 ottobre:
- Enrico II.
- Caterina de' Medici.
- Carlo IX.
- Enrico III.
- Luigi XII.
- Anna di Bretagna.
- Luigi X
- Giovanna II di Navarra, figlia di Luigi X.
- Giovanni I.
- Ugo il Grande, padre di Ugo Capeto.
- Carlo il Calvo.

19 ottobre:
- Filippo IV il Bello
- Dagoberto I.
- Nantechilde, moglie di Dagoberto I.

20 ottobre:
- Bertrand du Guesclin.
- Bureau de La Rivière.
- Francesco I.
- Luisa di Savoia.
- Claudia di Francia.
- Pierre de Beaucaire, ciambellano di Luigi IX.
- Mathieu de Vendome, abate di Saint-Denis.

21 ottobre:
- Filippo V.
- Filippo VI.

22 ottobre:
- Arnaud Guillaume de Barbazan, ciambellano di Carlo VII.
- Luigi II di Sancerre, conestabile di Carlo VI.
- Abate Sugerio.
- Abate Troon.
- Giovanna di Borgogna.

24 ottobre:
- Carlo IV.

25 ottobre:
- Giovanni II.
- Luisa Maria di Borbone-Francia, figlia Luigi XV.

### Profanazioni del gennaio 1794
18 gennaio:
- Margherita delle Fiandre, figlia di Filippo V.

## La restaurazione

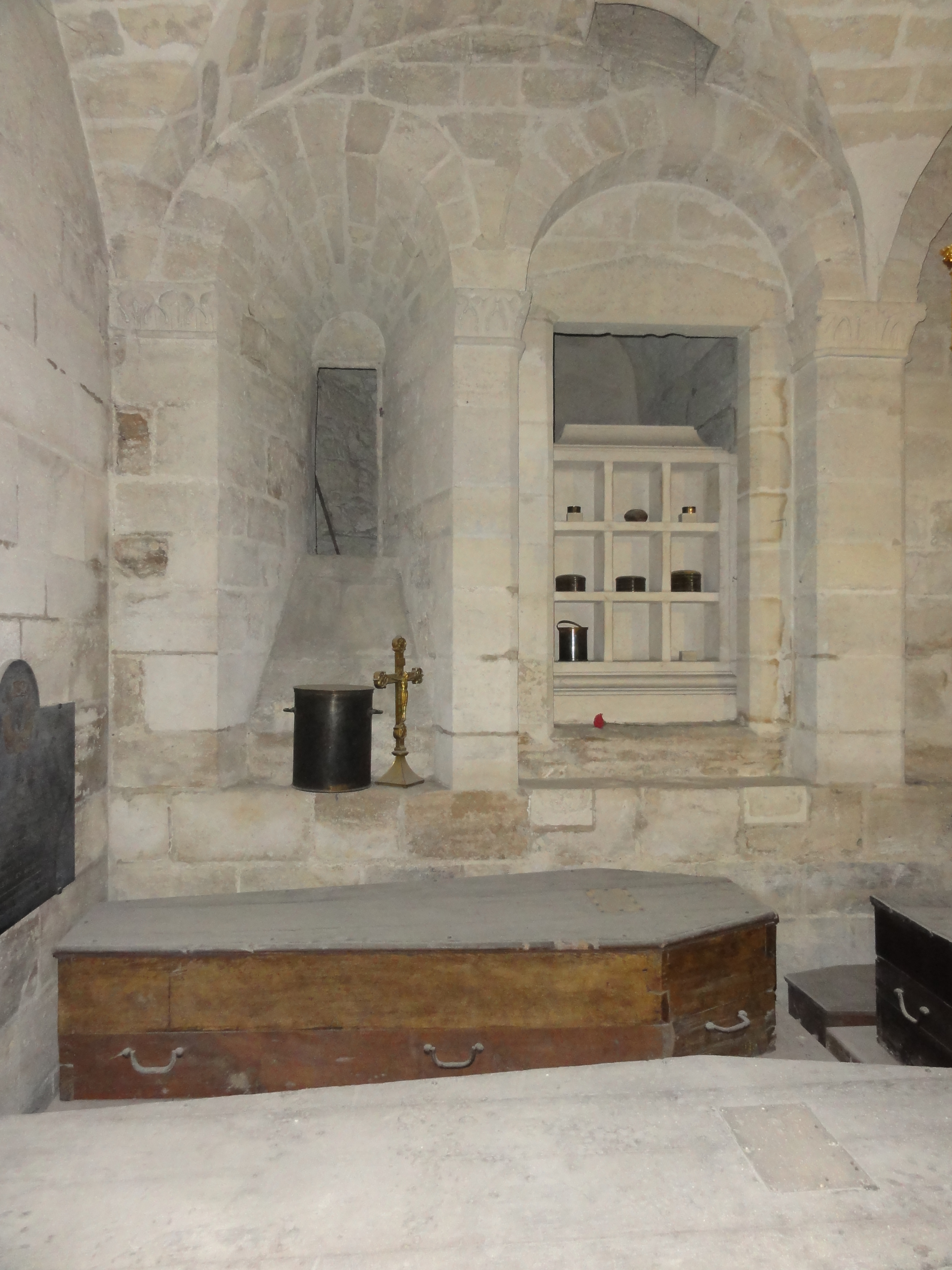
Volta dei Borbone a Saint-Denis dove dall'epoca di Luigi XVIII sono stati raccolti, in bare di piombo, i frammenti più o meno autentici dei corpi reali rinvenuti.

Sotto la seconda restaurazione di Luigi XVIII, il 21 gennaio 1817 (anniversario della morte di Luigi XVI), il sovrano diede ordine di recuperare i resti dei suoi predecessori. Di questo venne incaricato il marmista Françoise Joseph Scallier il quale, dopo un'intera settimana di ricerche, riuscì a trovare il luogo di sepoltura dei reali. I resti ritrovati vennero assemblati in qualche maniera (questo perché la calce di cui erano stati ricoperti aveva reso impossibile la loro identificazione individuale e pertanto erano stati riuniti) e vennero riposti in un ossario nella cripta della basilica, in una dozzina di bare di piombo sigillate da lastre di marmo, con incisi i nomi dei monarchi. Il re aveva già fatto ricercare anche i resti del fratello Luigi XVI e della cognata Maria Antonietta che sapeva essere stati sepolti al Cimitero della Madeleine, che aveva trovato e fatto riseppellire a Saint-Denis con una grandiosa cerimonia funebre tenutasi il 21 gennaio del 1815.
Secondo il costume dell'epoca (Mos Teutonicus), alcuni di questi corpi erano stati privati di alcuni organi per l'imbalsamazione dopo la loro morte e questi (in particolare i cuori) erano stati conservati separatamente altrove. Luigi XVIII diede ordine che i resti venissero tutti ricollocati nella nuova cripta dei Borbone all'interno della basilica.